# امسال (فیلم ۲۰۰۲)
امسال (به هندی: Ab Ke Baras) فیلمی محصول سال ۲۰۰۲ و به کارگردانی راج کانوار است. در این فیلم بازیگرانی همچون آریا بابار، آمریتا رایو، اشوتوش رانا، دنی دنزونگپا، شاکتی کاپور، مانوج جوشی و اشیش ویدیارتی ایفای نقش کرده‌اند.